# Língua tagalo
O tagalo, tagalogue, tagalog ou filipino (Wikang tagalog), também conhecido como pilipino, é um dos principais idiomas falados na República das Filipinas.
Fazendo parte das línguas austronésias, o tagalo apresenta diversas semelhanças morfossintáticas e lexicais com o indonésio, malaio, havaiano, maori, taitiano, fijiano, samoano, malgaxe, chamorro, tétum e as línguas austronésias de Taiwan.

## História
Por não haver registros escritos sobre o tagalo anteriores à chegada dos Espanhóis no século XVI, muito pouco se sabe sobre a história da língua. Contudo, os linguistas admitem, embora especulativamente, que os antepassados dos tagalos têm a mesma origem que os "primos" filipinos centrais, do nordeste de Mindanao ou leste de Visayas.
O primeiro livro conhecido escrito em tagalo é o Doctrina Cristiana (Doutrina Cristã) de 1593. Foi escrito em espanhol e duas versões de tagalo: uma em Baybayin (um alfabeto da região) e outra no alfabeto latino.
Durante os 300 anos da ocupação espanhola, houve gramáticas e dicionários escritos por religiosos espanhóis, tais como o Vocabulario de la lengua tagala (1835) e a Arte de la lengua tagala y manual tagalog para la administración de los Santos Sacramentos (1850).
O poeta Francisco "Balagtas" Baltazar (1788–1862) é frequentemente considerado como o Shakespeare do tagalo. Seu mais famoso trabalho é Florant at Laura, do século XIX.

## Classificação
O tagalo é uma língua filipina central da família austronésia.
Está intimamente ligado às línguas faladas nas regiões de Bicol e Visayas, como o bikol, hiligaynon, waray-waray e cebuano.
As línguas que influenciaram significativamente o tagalo são: o espanhol, o chinês (hokkien), o inglês, o malaio, o sânscrito (via malaio), o árabe (via malaio/espanhol), e as línguas do nordeste das Filipinas, tais como o kapampangan falado na ilha de Luzon.

## Distribuição geográfica
A área de uso do tagalo (Katagalugan) se estende mais pelas partes central e meridional da ilha de Luzon, particularmente em Aurora, Bataam, Bulacão, Cavite, Laguna, Grande Manila, Nueva Ecija, Quezon e Rizal. O tagalo também é falado nativamente pelos habitantes das ilhas de Lubam, Marinduque e na parte norte e leste de Mindoro. De acordo com o censo filipino de 2000, 21.485.927 dos 76.332.470 filipinos adotam o tagalo como primeira língua. Estima-se que 50 milhões de filipinos o falam com variados graus de proficiência.
Falantes de tagalo são encontrados em outras regiões das Filipinas, assim como ao redor do mundo. É a sexta língua mais falado nos Estados Unidos.

### Idioma Oficial
Após semanas de estudo e discussão, o tagalo foi escolhido idioma oficial pelo Instituto Nacional da Língua, um comitê composto por sete membros que representam várias regiões das Filipinas. O presidente Manuel Quezon então oficializou o tagalo a língua nacional, ou wikang pambansâ, das Filipinas em 31 de dezembro de 1937. Tornou-se oficial com a restauração da independência filipina dos Estados Unidos em 4 de julho de 1946.
De 1961 a 1987, o tagalo foi também conhecido como pilipino. Em 1987, o nome mudou de facto para filipino.
Desde 1940, o tagalo, como filipino, é ensinado nas escolas filipinas. É o único dos 160 idiomas filipinos que é oficialmente ensinado nas escolas.

### Dialetos
O Ethnologue lista Lubang, Manila, Marinduque, Bataan, Batangas, Bulacão, Tanay-Paete, e Tayabas como dialetos do tagalo. Contudo, quatro dialetos principais são considerados distintos: Setentrional, Central (inclusive Manila), Meridional e Marinduque.
Ainda que os dialetos tenham suas próprias peculiaridades, eles são geralmente mutuamente inteligíveis. O dialeto do tagalo mais divergente é o de Marinduque; ele tem características encontradas nas línguas de Visayas como diferentes afixos verbais.
Zonas rurais em áreas falantes de tagalo tendem a usar o tagalo conservado, evitando palavras do Inglês e do Espanhol em favor de correspondentes nativas em tagalo. Por exemplo, um falante de tagalog rural possivelmente diria: maaari mong ipaunawa sa akin? (poderias explicar-mo?), que soa muito dramático aos moradores urbanos, que provavelmente expressariam a mesma frase como pwede mong i-explain sa akin?

### Línguas derivadas
O contato frequente entre falantes do tagalo e do espanhol tem se dado via crioulo espanhol filipino ou chabacano. Há três variedades de Chabacano que tem o tagalo como base:  Caviteño, Ternateño, e Ermitaño. O Ermitaño é dito extinto, entretanto 210.000 falam Caviteño e/ou Ternateño, de acordo com o censo de 2000.

### Binaliktad
Em áreas urbanas, o fenômeno de binaliktad (reversão) também é comum. Equivalentes em outros idiomas são o vesre e o verlan. Abaixo temos alguns exemplos:
- Erpat, de Pater (pai)
- Ermat, de Mater (mãe)
- Sampits, de Pinsan (primo)
- Yosi, de sigarilYo (cigarro)
- Todits, de dito (aqui)
- Wetpu, de puwet (burro)
- Dehins, de hinde (não)

## Sons
O tagalo tem 21 fonemas; 16 consoantes e 5 vogais. A estrutura silábica é relativamente simples. Cada sílaba contém ao menos uma consoante e uma vogal.
Observação: os símbolos entre barras // e colchetes [] estão em X-SAMPA.

### Vogais
Antes do início da influência do Espanhol, o tagalo tinha três fonemas vocálicos: /a/, /i/, /u/. Este foi expandido para 5 vogais com a introdução de palavras espanholas.
São elas:
- /a/ (vogal anterior aberta não arredondada) similar ao português "pá"
- /e/ (Vogal anterior semiaberta não arredondada) similar ao português "fé"
- /i/ (vogal anterior fechada não arredondada) similar ao português "si"
- /o/ (vogal posterior semifechada arredondada) similar ao português "dor"
- /u/ (vogal posterior fechada arredondada) similar ao português "sul"

### Consoantes
Abaixo está uma tabela das consoantes do tagalo. Nenhuma oclusiva é aspirada. A nasal velar ocorre em todas as posições inclusive no começo da palavra.
|            |            | Bilabial                     | Dental / Alveolar | Palatoalveolar                    | Palatal | Velar | Glotal |
| Oclusivas  | Surda      | p                            | t                 |                                   |         | k     | ʔ      |
| Oclusivas  | Sonora     | b                            | d                 |                                   |         | g     |        |
| Africadas  | Surda      |                              | ts                | tʃ                                |         |       |        |
| Africadas  | Sonora     |                              |                   | dʒ                                |         |       |        |
| Fricativas | Fricativas |                              | s                 | ɕ (coarticulação alvéolo-palatal) |         |       | h      |
| Nasais     | Nasais     | m                            | n                 |                                   | ɲ       | ŋ     |        |
| Laterais   | Laterais   |                              | l                 |                                   |         |       |        |
| Vibrantes  | Vibrantes  |                              | r                 |                                   |         |       |        |
| Semivogais | Semivogais | w (coarticulação labiovelar) |                   |                                   | j       |       |        |

### Acento tônico
A tonicidade é fonêmica no tagalo. O acento tônico principal ocorre na última ou penúltima sílaba da palavra. A elongação da vogal acompanha o acento tônico principal ou secundário, exceto quando a tonicidade ocorre no fim da palavra.

### Fonologia
- /a/ é ligeiramente elevado em posições átonas.
- /i/ átono às vezes é pronunciado [I] similar ao inglês "bit".
- No fim da palavra, o /i/ pode ser pronunciado como [I] ou [E]
- /e/ e /o/ podem às vezes serem pronunciados respectivamente [i ~ I] e [u ~ U].
- /u/ átono é às vezes pronunciado [U] como no inglês "book".
- O ditongo /aI/ pode também ser pronunciado [e ~ E ~ eI].
- O ditongo /aU/ também pode ser pronunciado [o ~ O]
- /k/ tem a tendência de se tornar [x] entre vogais como no português do Brasil "barra"
- /r/ e /d/ são às vezes intercambiáveis.
- A parada glotal que ocorre no final de uma palavra é frequentemente omitida quando estiver no meio de uma sentença.

### Mudanças sonoras históricas
O tagalo difere de suas contrapartes filipinas centrais no tratamento da chuá protofilipina *e. No bikol e visayano, este som se uniu ao /u/ e  [o]. No tagalo, este se uniu ao /i/. Por exemplo, o protofilipino *delem é dilím em tagalo e dulom no visayano e bikol.
Os protofilipinos *r, *j e *z se uniram ao /d/ ou /l/ entre vogais. O protofilipino *ngajan (nome) e *hajek (beijo) se tornaram ngalan e halík no tagalo.
O protofilipino *R se uniu ao /g/. *tubiR (água) e *zuRuq (sangue) se tornaram tubig e dugô no tagalo.

## Sistema de escrita

### Baybayin
Artigo principal: Escrita baybayin
O tagalo era escrito com um alfabeto silábico chamado Baybayin antes da chegada dos espanhóis no século XVI. Este sistema de escrita próprio era composto de símbolos representando 3 vogais e 14 consoantes. Originário da família brâmica de escritas, possui semelhanças com o Kavi antigo de Java e acredita-se ser descendente da escrita usada pelos bugis de Sulawesi.
Embora apreciasse de um nível de literatura relativamente alto, a escrita gradualmente caiu em desuso em favor do alfabeto latino durante a colonização espanhola.

### Alfabeto latino
Até a primeira metade do século XX, o tagalo foi escrito de várias maneiras baseadas na ortografia do espanhol. Quando o tagalo se tornou a língua nacional, o gramático Lope K. Santos introduziu um novo alfabeto composto por 20 letras chamado abakada (os livros escolares chamaram balarilà):
O alfabeto foi expandido em 1976 para incluir as letras C, F, J, Q,  V, X, e Z e os dígrafos (encontros de consoantes) CH e RR, de modo a poder melhor registrar  palavras de origem espanhola ou inglesa.
A mais recente reforma do alfabeto ocorreu em 1987. O número de letras foi reduzido de 33 para 28:

#### Diacríticos
Os diacríticos normalmente não são escritos na prática. Contudo, eles são costumeiramente usados em dicionários ou livros-texto destinados ao aprendizado do idioma.

##### Acento agudo oupailís
Usado para indicar acento primário ou secundário em uma determinada sílaba. São frequentemente omitidos em palavras tônicas na penúltima sílaba. Exemplo: Talagá.

##### Acento grave oupaiwà
Colocado somente na última sílaba. Indica que há uma parada glotal e que a penúltima sílaba é tônica. Exemplo: Mabutì.

##### Acento circunflexo oupakupyâ
Colocado somente na última sílaba. Indica que a última sílaba é tônica e é seguida por uma parada glotal. Exemplo: Sanpû.

#### NgeMga
O marcador genitivo ng e o marcador plural mga são abreviaturas pronunciadas respectivamente nang /naN/ e mangá /maNa/

## Vocabulário
O vocabulário do tagalo é composto em sua maioria de palavras de origem austronésia com empréstimos do espanhol, hokkien, inglês, malaio, sânscrito, árabe, tâmil, persa, kampampangan, idiomas falados em Luzon e outros.

### Empréstimos do tagalo
Para as palavras originada do hokkien, os parênteses indicam o equivalente em chinês padrão.
| Tagalog     | significado        | idioma de origem | escrita original |
| ----------- | ------------------ | ---------------- | ---------------- |
| dasál       | rezar              | espanhol         | rezar            |
| kabayo      | cavalo             | espanhol         | caballo          |
| silya       | cadeira            | espanhol         | silla            |
| kotse       | carro              | espanhol         | coche            |
| sabón       | sabão              | espanhol         | jabón            |
| relós       | relógio            | espanhol         | reloj            |
| tsismis     | fofoca             | espanhol         | chismes          |
| gyera, gera | guerra             | espanhol         | guerra           |
| tsinelas    | chinelos           | espanhol         | chinelas         |
| sapatos     | sapatos            | espanhol         | zapatos          |
| harina      | farinha            | espanhol         | harina           |
| sugál       | jogo               | espanhol         | jugar            |
| baryo       | bairro, vila       | espanhol         | barrio           |
| Senyor      | Senhor             | espanhol         | Señor            |
| Senyora     | Senhora            | espanhol         | Señora           |
| swerte      | sorte              | espanhol         | suerte           |
| nars        | enfermeira         | inglês           | nurse            |
| bolpen      | esferográfica      | inglês           | ballpoint pen    |
| drayber     | motorista          | inglês           | driver           |
| traysikel   | triciclo           | inglês           | tricycle         |
| lumpia      | rolinhos-primavera | hokkien          | 潤餅 (春捲)      |
| syopaw      | steamed buns       | hokkien          | 燒包 (肉包)      |
| pansít      | maccarão           | hokkien          | 便食 (麵)        |
| susì        | chave              | hokkien          | 鎖匙             |
| kuya        | irmão mais velho   | hokkien          | 哥亜 (哥仔)      |
| ate         | irmã mais velha    | hokkien          | 亜姐 (阿姐)      |
| bwisit      | irritação          | hokkien          | 無衣食           |
| bakyâ       | sapatos de madeira | hokkien          | 木履             |
| hikaw       | brincos            | hokkien          | 耳鈎 (耳環)      |
| kanan       | direito            | malaio           | kanan            |
| tulong      | ajuda              | malaio           | tolong           |
| tanghali    | tarde              | malaio           | tengah hari      |
| dalamhatì   | pesar              | malaio           | dalam + hati     |
| luwalhatì   | glória             | malaio           | luwar + hati     |
| duryán      | durian             | malaio           | durian           |
| rambutan    | rambutan           | malaio           | rambutan         |
| batik       | spot               | malaio           | batik            |
| saráp       | delicioso          | malaio           | sedap            |
| asa         | esperança          | sânscrito        | आशा               |
| salitâ      | falar              | sânscrito        | चरितँ              |
| balità      | notícia            | sânscrito        | वार्ता              |
| karma       | carma              | sânscrito        |                  |
| alak        | liquor             | farsi            | الكل             |
| mangga      | manga              | tamil            | mankay           |
| bagay       | coisa              | tamil            | /vakai/          |
| hukom       | julgar             | árabe            | حكم              |
| salamat     | obrigado           | árabe            | سلامة            |
| bakit       | por que            | kapampangan      | obakit           |
| akyát       | subir              | kapampangan      | akyát            |
| at          | e                  | Kapampangan      | at               |
| bundók      | montanha           | kapampangan      | bunduk           |
| huwag       | não                | pangasinan       | ag               |
| aso         | cão                | línguas de Luzon | aso              |
| tayo        | nós                | línguas de Luzon |                  |

### Quadro comparativo com as línguas austronésias
Segue-se um quadro do tagalo e outras doze línguas austronésias comparando vinte palavras. As onze primeiras línguas são faladas nas Filipinas e as outras duas na Indonésia e no Havaí.
|             | um      | dois   | três   | quadro  | pessoa | casa   | cão    | coco    | dia   | novo  | nós         | que     |
| ----------- | ------- | ------ | ------ | ------- | ------ | ------ | ------ | ------- | ----- | ----- | ----------- | ------- |
| Tagalo      | isa     | dalawa | tatlo  | apat    | tao    | bahay  | aso    | niyog   | araw  | bago  | tayo        | ano     |
| Bikol       | saro    | duwa   | tulo   | apat    | tawo   | harong | ayam   | niyog   | aldaw | ba-go | kita        | ano     |
| Cebuano     | usa     | duha   | tulo   | upat    | tawo   | balay  | iro    | lubi    | adlaw | bag-o | kita        | unsa    |
| Tausug      | hambuuk | duwa   | tu     | upat    | tau    | bay    | iru'   | niyug   | adlaw | ba-gu | kitaniyu    | unu     |
| Kinaray-a   | sara    | darwa  | tatlo  | apat    | taho   | balay  | ayam   | niyog   | adlaw | bag-o | kita, taten | ano     |
| Kapampangan | metung  | adwa   | atlu   | apat    | tau    | bale   | asu    | ngungut | aldo  | bayu  | ikatamu     | nanu    |
| Pangasinan  | sakey   | duara  | talora | apatira | too    | abong  | aso    | niyog   | agew  | balo  | sikatayo    | anto    |
| Ilocano     | maysa   | dua    | tallo  | uppat   | tao    | balay  | aso    | niog    | aldaw | baro  | datayo      | ania    |
| Ivatan      | asa     | dadowa | tatdo  | apat    | tao    | vahay  | chito  | niyoy   | araw  | va-yo | yaten       | ango    |
| Gaddang     | antet   | addwa  | tallo  | appat   | tolay  | balay  | atu    | ayog    | aw    | bawu  | ikkanetem   | sanenay |
| Tboli       | sotu    | lewu   | tlu    | fat     | tau    | gunu   | ohu    | lefo    | kdaw  | lomi  | tekuy       | tedu    |
| Indonésio   | satu    | dua    | tiga   | empat   | orang  | rumah  | anjing | kelapa  | hari  | baru  | kita        | apa     |
| Havaiano    | 'ekahi  | 'elua  | 'ekolu | 'ehā    | kanaka | hale   | 'īlio  | niu     | ao    | hou   | kākou       | aha     |

### Contribuições para outros idiomas
O próprio tagalo tem contribuído com palavras em alguns idiomas, como o inglês. A palavra boondocks, que significa "zona rural", "sertão", foi trazida pelos soldados estadunidenses deslocados para as Filipinas através do tagalo bundok, que significa "montanha". Outra palavra é cogon, um tipo de vidro. Esta palavra veio do tagalgo kugon. Há também ylang-ylang, que é uma flor conhecida pela sua fragrância.
O tagalo contribuiu com o espanhol como em balangay, significando bairro.